# Midsommar (film)
Pour les articles homonymes, voir Midsommar (homonymie).
Pour plus de détails, voir Fiche technique et Distribution.
Midsommar (littéralement, « Solstice d'été » en suédois) ou Midsommar : Solstice d’été au Québec est un film d'horreur psychologique suédo-américain écrit et réalisé par Ari Aster, sorti en 2019.

## Synopsis
Dani, une étudiante en psychologie originaire du Minnesota, est traumatisée lorsque sa sœur Terri, bipolaire, se suicide en remplissant la maison familiale de monoxyde de carbone, emportant avec elle leurs deux parents. Cette tragédie vient entacher sa relation déjà fragile avec son petit ami Christian, doctorant en anthropologie. L'été arrive et Dani apprend que Christian et ses amis Mark et Josh ont été invités par un autre ami de leur bande, un Suédois nommé Pelle, à participer au Midsommar, un festival célébrant le solstice d'été à Harga, le village natal de Pelle. Les célébrations n'auraient lieu qu'une fois tous les quatre-vingt-dix ans. Christian n'ayant rien dit à Dani au sujet de ce voyage prévu de longue date, qui était pour lui une manière de s'éloigner d'elle, le couple a une dispute. Christian se résout finalement à inviter Dani afin de ne pas l'accabler encore plus après les événements qu'elle a vécus.
Le groupe s'envole pour la Suède et arrive dans la communauté où ils rencontrent Connie et Simon, un couple originaire du Royaume-Uni et invité par Ingemar, le frère de Pelle. Ingemar offre au groupe des champignons hallucinogènes qui provoquent chez Dani de fortes hallucinations dans lesquelles elle a des flash-backs traumatiques du suicide meurtrier de sa sœur. La tension commence à s'installer lorsque les amis sont témoins du suicide rituel d'un couple de personnes âgées de la communauté, le Ättestupa, qui se jettent du haut d'une falaise. La femme meurt sur le coup en s'écrasant sur un rocher mais l'homme, qui a atterri sur les jambes, survit à la chute et agonise au sol. Les villageois compatissent avec lui en imitant ses cris d'agonie, puis certains d'entre eux se détachent du groupe de spectateurs pour venir lui écraser le crâne à coups de maillet afin de l'achever. Siv, la doyenne du village, explique au couple d'Anglais, horrifiés par ce qu'ils viennent de voir, que les membres de la communauté se soumettent de leur plein gré à cette pratique à l'âge de 72 ans – âge auquel le cycle de la vie se termine pour Harga – car c'est une pratique "éthique" qui leur permet de ne pas avoir à subir la vieillesse. Cet événement perturbe énormément le groupe d'Américains, notamment Dani, mais Pelle la convainc de rester. Josh et Christian n'ont pas besoin d'être convaincus de rester car cela leur permet d'étudier les pratiques d'Harga pour leur thèse d'anthropologie sur le thème du solstice d'été. Le couple d'Anglais, consterné, décide quant à lui de partir. Alors qu'elle prépare ses affaires, Connie est informée par un doyen que Simon serait soi-disant parti pour la gare sans elle. Perplexe et contrariée, elle doit accepter d'être véhiculée seule en camion jusqu'à la gare par un membre de la communauté. Plus tard, on entend au loin des hurlements de femme.
Josh et Christian se disputent lorsque ce dernier lui annonce consacrer sa thèse sur ce même sujet. Josh décide alors de prendre une longueur d'avance et essaie de réunir un maximum d'informations sur les runes sacrées de la communauté. Les runes sont créées par un enfant de la communauté, souffrant de lourdes malformations à cause de sa conception incestueuse mais que les villageois voient comme un oracle. Après avoir uriné sur l'arbre sacré et provoqué la colère des villageois, Mark est appâté par une jeune femme et attiré hors du village. La nuit, Josh s'introduit dans un temple afin de photographier les runes, malgré l'interdiction que lui ont faite les villageois. Il y tombe nez à nez avec un homme portant un masque conçu avec la peau du visage de Mark, qui lui fracasse ensuite le crâne à coups de maillet puis traîne son corps hors du temple.
Le jour suivant, Dani est invitée à prendre à nouveau des champignons hallucinogènes et participe à une danse du mât. Elle est déclarée gagnante de la danse et couronnée Reine de Mai, un titre très estimé au sein de Harga. Au même moment, Christian, lui aussi sous l'emprise de drogues, est forcé de participer, avec une adolescente de la communauté nommée Maja, à un rite sexuel où d'autres femmes les regardent et les encouragent pendant l'acte. Dani les surprend en plein acte et est victime d'une crise d'angoisse durant laquelle elle reçoit le soutien émotionnel de plusieurs femmes du village, qui lui font du love bombing. Après le rituel, Christian erre dans le village, nu et désorienté par le viol que la secte vient de lui faire subir. En errant, il découvre une jambe appartenant à Josh dans un recoin du camp ainsi que le corps démembré de Simon dans une cabane de jardin, soumis au supplice de l'aigle de sang. Christian est ensuite drogué par l'un des doyens de la communauté, qui le paralyse en lui soufflant un neurotoxique au visage.
La communauté se regroupe et explique à Dani que, pour purger Harga du mal, les villageois doivent sacrifier neuf vies humaines. Les quatre premières victimes doivent être des étrangers, attirés dans le village par Pelle et Ingemar. Les quatre autres doivent être des villageois : deux personnes âgées et deux villageois tirés au sort, qui sont lors de cette cérémonie Ulf et Ingemar. Dani, en tant que Reine de Mai, doit choisir qui de Christian ou de Torbjörn, doit être le neuvième sacrifié. Dani décide de sacrifier Christian — qui est toujours paralysé — pour se venger et ce dernier est placé à l'intérieur d'un ours éventré. Christian est ensuite disposé à l'intérieur d'un temple avec les deux villageois et les cadavres éviscérés et réduits en poupée de Connie, Simon, Mark et Josh. Les villageois mettent finalement le feu à la structure. Alors que les hurlements d'agonie de Ulf commencent à résonner, la communauté gémit avec lui. Dani est d'abord secouée de violents sanglots puis, voyant le temple s'effondrer sous le poids des flammes, se calme et se met à sourire.

## Fiche technique
Sauf indication contraire, les informations mentionnées dans cette section peuvent être confirmées par la base de données cinématographiques IMDb,  présente dans la section « Liens externes ».
- Titre original et francophone : Midsommar
- Titre québécois : Midsommar : Solstice d'été
- Réalisation et scénario : Ari Aster
- Direction artistique : Nille Svensson
- Décors : Nille Svensson et Eszter Takács
- Costumes : Andrea Flesch
- Photographie : Pawel Pogorzelski
- Montage : Lucian Johnston
- Musique : The Haxan Cloak (Bobby Krlic)
- Production : Patrik Andersson et Lars Knudsen
- Sociétés de production : B-Reel Films et Parts & Labor ; A24 (co-production)
- Société de distribution : A24
- Pays d’origine :  États-Unis /  Suède
- Langues originales : anglais, suédois
- Format : couleur - son Dolby Digital
- Genres : horreur, drame, folk horror[1]
- Durée : 147 minutes / 171 minutes (director's cut)
- Dates de sortie :
  - États-Unis : 24 juin 2019 (Los Angeles) ; 3 juillet 2019 (sortie nationale)
  - Suède : 10 juillet 2019
  - France, Suisse romande : 31 juillet 2019
- Classifications :
  - États-Unis : R (Restricted)
  - France : Interdit aux moins de 12 ans avec avertissement

## Distribution
- Florence Pugh (VF : Kelly Marot ; VQ : Célia Gouin-Arsenault) : Dani Ardor
- Jack Reynor (VF : Gauthier Battoue ; VQ : David Laurin) : Christian Hughes
- Will Poulter (VF : Alexis Ballesteros ; VQ : Xavier Dolan) : Mark
- William Jackson Harper (VF : Jean-Baptiste Anoumon ; VQ : Kevin Houle) : Josh
- Vilhelm Blomgren (VF : Benjamin Gasquet ; VQ : Maël Davan-Soulas) : Pelle
- Archie Madekwe (VF : Fabian Wolfrom ; VQ : Frédéric Millaire-Zouvi) : Simon
- Ellora Torchia (VF : Caroline Santini) : Connie
- Gunnel Fred (VF : Catherine Griffoni ; VQ : Claudine Chatel) : Siv
- Isabelle Grill : Maja
- Henrik Norlén : Ulf
- Julia Ragnarsson : Inga
- Anna Åström (VF : Floriane Muller) : Karin
- Liv Mjönes (VF : Leslie Lipkins) : Ulla
- Björn Andrésen : Dan
- Louise Peterhoff : Hanna
- Hampus Hallberg (VQ : Philippe Martin) : Ingemar

 Source et légende : version française (VF) sur RS Doublage et version québécoise (VQ) sur Doublage Québec

## Production

### Genèse et développement
En mai 2018, il est annoncé qu’Ari Aster prépare un film en tant que réalisateur et scénariste, avec le producteur Lars Knudsen. B-Reel Films produit également le film, et A24 le distribue.

### Attribution des rôles
En juillet 2018, les acteurs Florence Pugh, Jack Reynor, Will Poulter, Vilhem Blomgren, William Jackson Harper, Ellora Torchia et Archie Madekwe sont embauchés,.

### Tournage
Le tournage a en fait eu lieu près de Budapest, en Hongrie, où le village a été construit pour les besoins du film.

### Musique
L'album contenant les musiques du film signées The Haxan Cloak (Bobby Krlic) sort le 5 juillet 2019, sous le label Milan Records.
Toutes les chansons sont écrites et composées par Bobby Krlic.
| No  | Titre                       | Durée |
| --- | --------------------------- | ----- |
| 1.  | Prophesy                    | 0:33  |
| 2.  | Gassed                      | 4:29  |
| 3.  | Hålsingland                 | 3:06  |
| 4.  | The House That Hårga Built  | 3:33  |
| 5.  | Attestupan                  | 3:31  |
| 6.  | Ritual in Transfigured Time | 1:28  |
| 7.  | Murder - Mystery            | 6:15  |
| 8.  | The Blessing                | 3:05  |
| 9.  | Chorus of Sirens            | 1:38  |
| 10. | A Language of Sex           | 0:45  |
| 11. | Hårga, Collapsing           | 2:41  |
| 12. | Fire Temple                 | 9:35  |

## Accueil

### Sorties
Midsommar sort le 3 juillet 2019 aux États-Unis.

### Accueil critique
Le film reçoit un bon accueil critique sur l'ensemble des journaux et sites spécialisés.
Pour Première, Frédéric Foubert estime qu'« Aster provoque une joie de cinéma immense, monstrueuse, à coups de chocs visuels glaçants, dérangeants, souvent nourris d'un humour tordu et pince-sans-rire. C’est vraiment très brillant – dans tous les sens du terme ».
Pour Le Monde, Jean-François Rauger considère que l'« on passe du naturalisme narratif du genre à une odyssée intérieure au cœur d’un univers fait de purs symboles, un univers qui aurait remplacé le monde réel par une hallucination », et il ajoute que le film « a un authentique art fantastique ».
En revanche, parmi les avis négatifs, François Forestier affirme dans L'Obs que « c'est beau, c'est soigné, c'est détestable », expliquant « que le film dure, et n'en finit pas », que l'« on devine les calamités avant qu'elles n'arrivent et avant les personnages, qui sont de vrais cons », et que le réalisateur fait preuve d'une « autosatisfaction [...] ultra-pénible ».

### Box-office
Aux États-Unis, il rapporte finalement 27,4 millions de dollars, le 10 juillet 2019 en Suède (591,751 de dollars). En France, avec 201 copies, il enregistre (après dix semaines) un total de seulement 121 390 entrées. Au niveau mondial, il cumule 42 millions de dollars.
| Pays ou région    | Box-office      | Date d'arrêt du box-office | Nombre de semaines |
| ----------------- | --------------- | -------------------------- | ------------------ |
| États-Unis Canada | 27 426 361 $    | 26 septembre 2019          | 13                 |
| France            | 121 390 entrées | 25 septembre 2019          | 8                  |
| Total mondial     | 42 291 572 $    | -                          | -                  |

### Revue de presse
- Jacob Lundström, « Midsommar, l'épouvante au grand jour », Courrier international, no 1499, Courrier international S.A., Paris , 25 juillet 2019, p. 57  (ISSN 1154-516X) Article original paru dans Dagens Nyheter, Stockholm, le 9 juillet 2019.